# Oliver Chace
Oliver Chace (Swansea, Massachusetts; 24 de agosto de 1769 - Tiverton, Rhode Island; 21 de mayo de 1852) fue un empresario estadounidense de los siglos XVIII y XIX. Fue el fundador de varias empresas de fabricación textil de Nueva Inglaterra a principios del siglo XIX, incluida la Valley Falls Company, el antecedente original de Berkshire Hathaway, que a partir de 2019 es una de las empresas más grandes y valiosas del mundo.

## Primeros años
Chace nació el 24 de agosto de 1769 en Swansea, Massachusetts, hijo de Jonathan Chace y Mary Earle, miembros de conocidas familias yanquis de Nueva Inglaterra que habían venido de Inglaterra en 1630 en la flota puritana con el gobernador John Winthrop. Chace y su familia eran cuáqueros (Sociedad de Amigos).
Chace se casó con Susanna Buffington el 15 de septiembre de 1796. Tuvieron siete hijos juntos. Los dos hijos mayores de Chace, Harvey (nacido en 1797) y Samuel Buffington (nacido en 1800) seguirían más tarde a su padre en el negocio textil. Susanna Chace murió el 30 de julio de 1827. El segundo matrimonio de Oliver fue con Patience Robinson. No tuvieron hijos.

## Carrera manufacturera y legado
Cuando era joven, Chace trabajó como carpintero para Samuel Slater, quien estableció una de las primeras fábricas textiles exitosas en las Américas en Pawtucket, Rhode Island en 1793. En 1806 Chace finalmente comenzó su propia fábrica textil en Swansea, Massachusetts y luego la Troy Cotton & Woolen Manufactory en 1813 en Fall River, Massachusetts y Pocasset Manufacturing Company en 1821, también en Fall River. Más tarde adquirió y reorganizó la Compañía Valley Falls en Valley Falls, Rhode Island en 1839.
The Valley Falls Company finalmente adquiriría Albion Mills, Tar-Kiln Factory en Burrillville, Manville Mills en Rhode Island y Moodus Cotton Factory en Connecticut.
Los hijos y sobrinos de Chace también estarían involucrados en la industria textil de Fall River, Massachusetts y Valley Falls, Rhode Island, así como en otros lugares del área.
Era el suegro de Elizabeth Buffum Chace, una destacada activista del siglo XIX en los movimientos contra la esclavitud, los derechos de la mujer y la reforma carcelaria. A través de ella, fue el abuelo del matemático Arnold Buffum Chace y la autora y activista Lillie Buffum Chace Wyman.
Chace murió el 21 de mayo de 1852 y fue enterrado en el antiguo cementerio cuáquero en Providence en Olive Street.

### Berkshire Hathaway
En 1929, Valley Falls Company y otros se combinarían con Berkshire Manufacturing Company de Adams, Massachusetts para convertirse en Berkshire Fine Spinning Associates. En 1955, Berkshire Fine Spinning Associates se fusionaría con Hathaway Manufacturing Company de New Bedford, Massachusetts para convertirse en Berkshire Hathaway.
El descendiente de Chace, Malcolm Chace, Jr., era presidente de Berkshire Hathaway cuando el inversor Warren Buffett comenzó a comprar acciones en 1962. Cuando Buffett tomó el control de la empresa en 1965, Chace se negó a vender su participación y permaneció en el consejo de administración.